# Boffi (azienda)
Boffi S.p.A. è un'azienda italiana di arredamento produttrice di cucine, bagni, salotti e sistemi di design contemporaneo, fondata nel 1934 da Piero Boffi, con sede a Lentate sul Seveso. Opera con i marchi Boffi, De Padova e MA/U Studio.

## Storia
Nel 1934, Piero Boffi fonda a Cesano Maderno, in Brianza, un piccolo laboratorio di mobili da cucina. Negli anni '50, con l’ingresso in azienda dei tre figli, Dino, Paolo e Pier Ugo, la produzione si amplia e viene trasferita a Lentate sul Seveso. Sarà Dino Boffi a volere collaborazioni con designer, da Sergio Asti a Luigi Massoni, da Sergio Favre ad Antonio Citterio,  per avere prodotti innovativi e di alta qualità. 
Nascono così la serie Massoni, Minikitchen (1963) di Joe Colombo (oggi al Moma di New York), le cucine di Citterio, Paolo Nava, Pepe Tanzi. 
Alla fine degli anni ottanta le vendite sono ancora per il 90% in Italia.
Nel 1989 Paolo Boffi rileva le quote dei fratelli e si affianca un socio di estrazione manageriale, Roberto Gavazzi, a cui affida la gestione dell'azienda. In quel periodo diventa art director  Piero Lissoni. Poco dopo inizia, con Gavazzi socio di maggioranza, una nuova fase di espansione con la diversificazione nei mobili arredo bagno e con l'apertura di negozi monomarca. Nel 1998 Gavazzi apre così Boffi Solferino, primo negozio monomarca dedicato alla progettazione dell'ambiente bagno a cui sono seguite altre numerose aperture in varie città mondiali, arrivando ad avere in totale 22 negozi diretti e 48 indiretti. Già nel 2004 le vendite all'estero (Europa e Stati Uniti) raggiungono il 50% del fatturato.
Nel 2003 Boffi rileva Norbert Wangen, azienda produttrice di cucine ad alta tecnologia.
Nel 2015 Boffi acquisisce il controllo totale di De Padova, azienda di arredamento fondata nel 1956 a Vimodrone (Milano). Nello stesso tempo Luca De Padova, figlio dei fondatori, rileva il 7,5% di Boffi, diventandone il secondo maggior azionista. Nel febbraio 2017, con l'acquisizione da parte di De Padova del 75% dell'azienda danese MA/U Studio fondata nel 2012 a Copenaghen dal designer Mikal Harrsen, il gruppo Boffi può realizzare proposte di arredo completo.. Nel 2019, il gruppo incorpora anche ADL.
Nel 2023, il Boffi | De Padova Group ha registrato un fatturato di 150 milioni di euro,
con una crescita del 15% rispetto all'anno precedente.